# Nessun grado di separazione
Chansons du Festival de Sanremo et chansons représentant l'Italie au Concours Eurovision de la chanson
Grande amore
(2015) Occidentali's Karma
(2017)
Nessun grado di separazione (en français « Aucun degré de séparation ») est la chanson de Francesca Michielin qui représente, dans une version italo-anglaise intitulée No Degree of Separation, l'Italie au Concours Eurovision de la chanson 2016 à Stockholm.
Le 14 mai 2016, au cours de la finale, elle termine à la 16e position avec 124 points.